# Gina Akpe-Moses
Gina Akpe-Moses (* 25. Februar 1999 in Lagos) ist eine irische Sprinterin nigerianischer Herkunft.

## Sportliche Laufbahn
Erstmals bei einer internationalen Meisterschaft trat Gina Akpe-Moses bei den U20-Europameisterschaften 2015 in Eskilstuna an. Dort schied sie über 100 Meter im Vorlauf aus und erreichte mit der irischen 4-mal-100-Meter-Staffel den vierten Platz. Zudem gewann sie beim Europäischen Olympischen Jugendfestival in Tiflis die Silbermedaille über 200 Meter in 24,49 Sekunden. 2016 gewann sie bei den erstmals ausgetragenen U18-Europameisterschaften in Tiflis die Silbermedaille über 100 Meter. Bei den U20-Weltmeisterschaften in Bydgoszcz belegte mit der irischen Stafette den fünften Platz. 2017 gewann sie bei den U20-Europameisterschaften in Grosseto die Goldmedaille über 100 Meter und belegte mit der irischen Staffel erneut den vierten Platz.
2018 nahm Akpe-Moses an den U20-Weltmeisterschaften in Tampere teil und belegte dort mit 11,64 s den achten Platz im Finale über 100 Meter. Mit der irischen Staffel stellte sie mit 43,90 s einen neuen Juniorinnenrekord auf und gewann damit die Silbermedaille hinter Deutschland. Anschließend nahm sie an den Europameisterschaften in Berlin teil und schied dort mit 11,63 s in der ersten Runde aus. Zudem konnte sie sich auch mit der Staffel in 43,80 s nicht für das Finale qualifizieren. Bei den IAAF World Relays 2019 in Yokohama schied sie mit 44,02 s im Vorlauf aus und erreichte anschließend bei den U23-Europameisterschaften in Gävle über 100 Meter das Halbfinale, in dem sie mit 11,90 s ausschied, während sie mit der Staffel in 44,32 s auf Rang vier gelangte. 2021 schied sie dann bei den U23-Europameisterschaften in Tallinn mit 12,01 s in der ersten Runde über 100 m aus und erreichte mit der Staffel im Finale nicht das Ziel.

## Persönliche Bestzeiten
- 100 Meter: 11,45 s (+1,2 m/s), 1. Juni 2019 in Oordegem
  - 60 Meter (Halle): 7,37 s, 18. Januar 2020 in Kuldīga
- 200 Meter: 23,86 s (+0,4 m/s), 24. Juni 2015 in Mannheim
  - 200 Meter (Halle): 24,12 s, 26. Februar 2017 in Sheffield